# حي معصوم
حي معصوم هو أحد أحياء مدينة الزرقاء في وسط الأردن. يتميز الحي بكثافته السكانية العالية، وتراص مبانيه، وتم استيطان الحي بشكل كبير جداً بعد حرب الخليج الثانية. لهذا السبب أصبح الحي مقراً للعديد من الأسواق الشعبية والتموينية. اكتشف بالحي سنة 2005 موقعاً أثرياً مهم جداً على تلال وادي الزرقاء عُرف باسم خربة البتراوي، الذي يحتوي على جدران دفاعية نادرة والعديد من القطع الأثرية الغير معروضة للجمهور. يقع حي معصوم في منطقة تتوسط عدة أحياء أخرى منها حي رمزي، حي الحسين، حي الزواهرة، الزرقاء الجديدة، السخنة.

## أهم المعالم

### مقبرة معصوم
يوجد في الحي أحد أقدم المقابر في محافظة الزرقاء ويعود تاريخ تأسيسها إلى عام 1960، والمقبرة ممتلئة بالكامل منذ ما يزيد عن 30 عاماً. وتضم المقبرة العديد من رفات الشهداء الذين سقطوا أثناء معركة الكرامة وأيلول الأسود وحرب الاستنزاف، وكانت تنقل رفات القتلى من المناطق الحدودية إلى مسجد عمر في مركز مدينة الزرقاء لإقامة صلاة الجنازة ثم يتم نقلها إلى مقبرة معصوم سيراً على الأقدام. وكان ضحايا الحرب من الجيش الأردني يُقام لهم مراسم تشييع يتخللها الموسيقى واطلاق الرصاص من قبل رفاقه العساكر.

### أسواق الحي
تشتهر منطقة دوار معصوم بوجود أحد أقدم الأسواق العشوائية في المنطقة، ويسمى «سوق الجمعة» أو «الجورة» أو «سوق الحرامية» وهي منطقة ينتشر فيها الباعة كل يومي خميس وجمعة لعرض بضاعتهم المستعملة بأسعار منخفضة جداً، حيثُ يضم أحياناً 250 محل وبسطة.
كما ويوجد أسواق حديثة مختلفة في أنحاء مختلفة من حي معصوم منها مؤسسة عسكرية ومنها مولات حديثة. وقد اكتسب دوار معصوم أهمية تجارية كبيرة من حيث افتتاح العديد من صالات الأفراح بقربه فضلاً عن المطاعم والمحلات، كما وينتشر بالقرب منه الباعة المتجولين حيثُ يقف العديد من السيارات على جانب الدوار لتعرض بضائع متنوعة مثل الخضار والفواكه والترب الزراعية وغيرها. لذلك يعاني دوار معصوم من ازدحام مروري أغلب ساعات اليوم، يتسبب بهذه الأزمة الحركة التجارية النشطة جداً هناك وصالات الأفراح التي تنشط ليلاً.

### مدارس حي معصوم
تعتبر مدرسة الشاملة الثانوية للبنين المدرسة الثانوية الأولى في حي معصوم، وهي حتى الآن أكبر مدارس المنطقة. وتنتشر حالياً العديد من المدارس الحكومية والخاصة ورياض الأطفال في جميع مناطق الحي. ولكن كباقي أحياء مدينة الزرقاء تعاني المدارس من الاكتظاظ، وسوء البنية التحتية بشكل عام.